# Lai Nghĩa

Vị trí tại Bình Đông

Lai Nghĩa (tiếng Trung: 來義鄉; bính âm: Láiyì Xiāng) là một hương (xã) của huyện Bình Đông, tỉnh Đài Loan, Trung Hoa Dân Quốc (Đài Loan). Hương nằm trên dãy núi Trung ương và có độ cao trung bình 300 mét trên mực nước biển. Hương có diện tích 167,7756 km², dân số vào tháng 8 năm 2011 là 7.682 người thuộc 2.174 hộ gia đình, mật độ cư trú đạt 45,8 người/km². Đa số cư dân trong hương là thổ dân Đài Loan.